# Anulo
Anulo en dansk kongeætling og konge. På dansk og i forskellige nordiske kilder også kaldet Ring (død 812).

## Levned
Han kan måske have været en søn af Halfdan. Han var ganske kortvarigt en dansk konge, der var en af fem konger, der regerede i Danmark i borgerkrigsåret i 812. Efter kong Hemmings død dette år, var det ikke klart, hvem der skulle efterfølge ham som konge, og Anulo blev ført frem som et af flere bud på en dansk konge, hvilket udløste en borgerkrig om spørgsmålet. Ifølge nogle var det ham, som udløste borgerkrigen.
Hans udfordrer til kongeværdigheden var Sigfred, som Saxo kalder Sigurd Ring. De faldt begge i et stort slag, men Anulos gruppe vandt dog slaget, hvilket betød, at Anulos brødre Harald og Reginfred blev konger.
Han var et barnebarn (eller en nevø) af en tidligere kong Harald (muligvis identisk med Harald 1. Hildetand).